# کارستن نول
کارستن نول (انگلیسی: Carsten Nulle؛ زادهٔ ۲۵ ژوئیهٔ ۱۹۷۵) بازیکن فوتبال اهل آلمان است.
از باشگاه‌هایی که در آن بازی کرده‌است می‌توان به باشگاه فوتبال پادربورن، باشگاه فوتبال اف‌اس‌وی فرانکفورت، باشگاه فوتبال گورنیک زابژه، باشگاه فوتبال کارل زایس ینا، باشگاه فوتبال فورتونا دوسلدورف، باشگاه فوتبال فرایبورگ، باشگاه فوتبال نورنبرگ، و باشگاه فوتبال اس‌وی زاندهاوزن اشاره کرد.